# Landesgartenschau Lahr/Schwarzwald 2018
Die Landesgartenschau Lahr/Schwarzwald 2018 fand vom 12. April bis zum 14. Oktober 2018 in Lahr/Schwarzwald im Ortenaukreis in Baden-Württemberg statt. Unter dem Motto  „Wächst – lebt – bewegt“ drehte sich alles um Blumen.

## Geschichte

### Idee und Planung
Am 25. und 26. Mai 2011 hatte das Preisgericht die Aufgabe, aus den 45 eingereichten Plänen die besten Arbeiten auszuwählen und der Jury zu präsentieren. Die 15-köpfige Jury bestand aus Gemeinderäten, Landschaftsarchitekten, Stadtplanern, dem Lahrer Oberbürgermeister Wolfgang G. Müller und Baubürgermeister der Stadt Lahr sowie einem Vertreter des Landes Baden-Württemberg. Die Pläne wurden vom 31. Mai bis 9. Juni 2011 in der Öffentlichkeit mit einer Ausstellung präsentiert. Nach einem Marketing- und Designwettbewerb wurde ein visuelles Erscheinungsbild des Landesgartenschau verabschiedet, denn das Ziel soll eine kinder- und jugendgerechte Gartenschau sein. Ab Juni 2013 wurde die Grundsteinlegung der Gartenschau auf das leere Areale neben den Lahrer Hochbauten gelegt. Am 3. Juli 2013 fand der Info- und Entscheidungstag zur geplanten Gartenschau statt. Im Mai 2014 wurden mit Workshops die ersten Ideen zur Landesgartenschau gesammelt.

### Bau
Im Jahr 2015 begannen die Bauarbeiten auf dem Areal.

### Ausstellungsgelände
Das Gelände mit fast 38 Hektar ist untergliedert in Kleingartenpark, Bürgerpark und Seepark.

## Filme
- ARD – Mediathek: Eröffnung der Landesgartenschau in Lahr. 5:00. Quelle: SWR, 2018.